# Il pomeriggio di un fauno (poema)

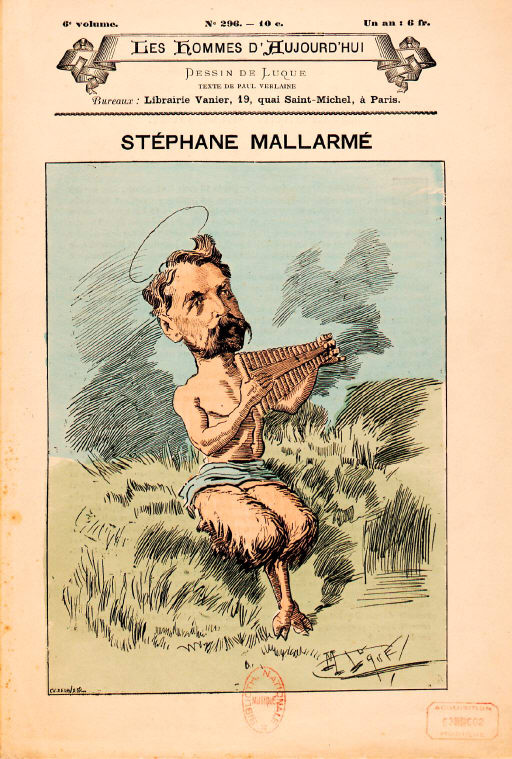
Stéphane Mallarmé rappresentato come un fauno, copertina della rivista letteraria Les hommes d'aujourd'hui, 1887

Il pomeriggio di un fauno (L'après-midi d'un faune) è un poema in 110 versi alessandrini composto dal poeta francese Stéphane Mallarmé. È la sua opera più famosa e costituisce una pietra miliare nella storia del simbolismo nella letteratura francese. Paul Valéry lo considerava il più grande poema della letteratura francese.
Le versioni iniziali del poema furono scritte tra il 1865 e il 1867 (la prima menzione del poema si trova in una lettera che Mallarmé scrisse a Henri Cazalis nel giugno del 1865), mentre la versione finale 1876.
L'opera descrive le esperienze sensuali di un fauno che si è appena svegliato da un sonno pomeridiano e racconta, in una sorta di monologo sognante, delle ninfe che ha incontrato (o ha immaginato di incontrare) la mattina.
Importanti letterati italiani hanno tradotto il poema del Fauno, come Giuseppe Ungaretti, Alessandro Parronchi, Diego Valeri e Alessandro Dommarco.
Il poema di Mallarmé ha ispirato l'opera orchestrale di Claude Debussy, Prélude à l'après-midi d'un faune, e il balletto Il pomeriggio di un fauno di Nižinskij. Il poema ha avuto una grande influenza anche sullo sviluppo del modernismo nelle arti.